# بني زكوط (إغزران)
بني زكوط هي إحدى مشيخات المملكة المغربية، تتبع جغرافيا لإقليم صفرو وإداريًا لإغزران. يقدر عدد سكانها بـ 1076 نسمة حسب الإحصاء الرسمي للسكان والسكنى لسنة 2004.